# Alfred Stieglitz

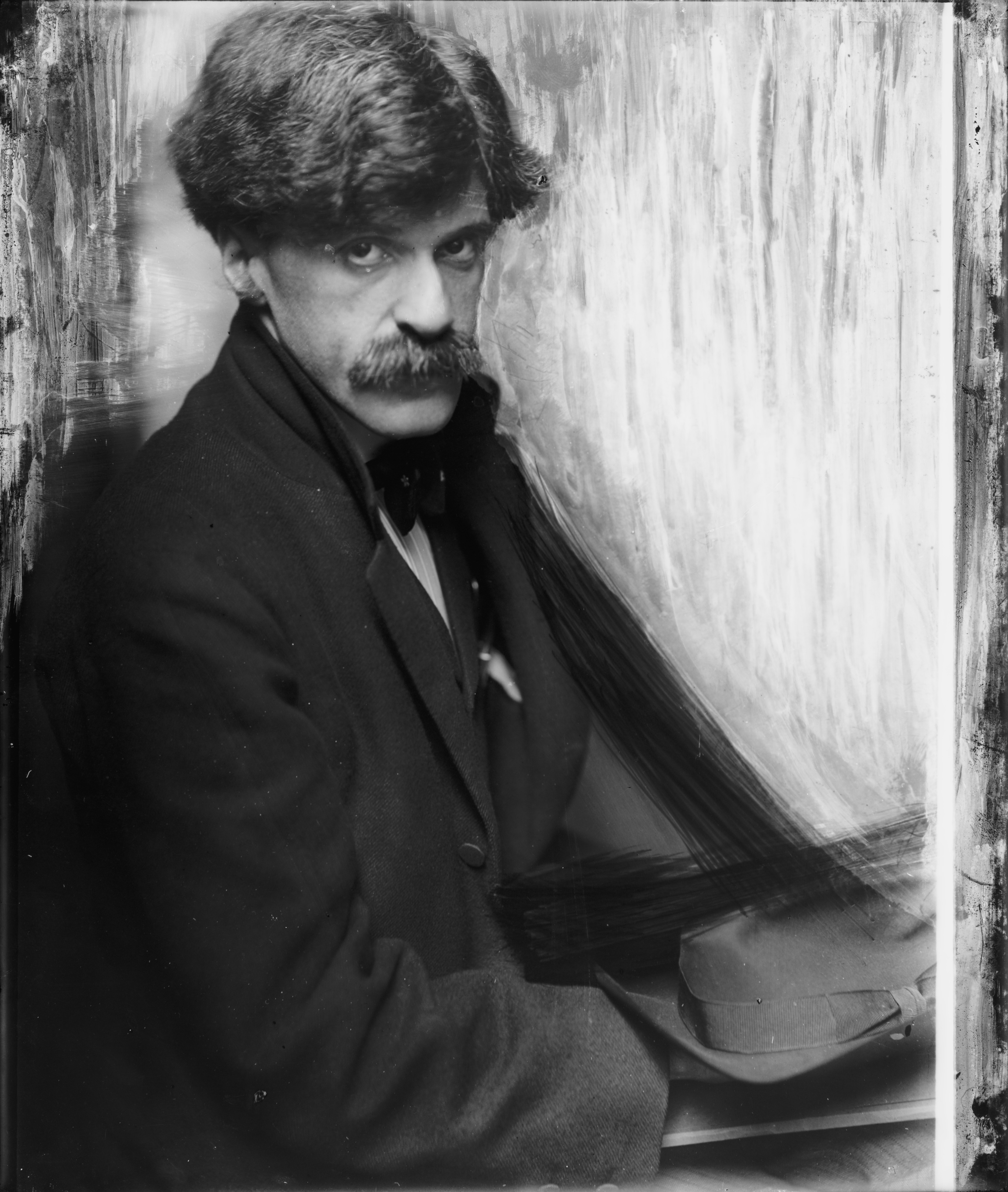
Alfred Stieglitz (1902)

Alfred Stieglitz (Hoboken, New Jersey, 1864. január 1. – New York, 1946. július 13.) amerikai fotóművész.

## Életpályája
New Jersey államban született egy német zsidó bevándorlócsaládban. A két New York-i fotós szervezet, a Society of Amateur Photographers és a New York Camera Club összevonásával megalapította a The Camera Clubot, amelynek célkitűzése a fotóművészet elismertetése volt. Stieglitz a klub alelnöki tisztsége mellett a szervezet által kiadott Camera Notes folyóirat főszerkesztői feladatait is ellátta. 1902-ben megalapította a Photo Secession nevű mozgalmat. Még ebben az évben, a klub vezetőivel való konfliktusa miatt otthagyta a szervezetet, és saját lapot alapított. A Camera Work, amelynek első száma 1903-ban jelent meg, az egyik legjelentősebb fotóművészeti folyóirat volt. New Yorkban, az Ötödik sugárút 291-es szám alatt nyitotta meg 291 (eredeti nevén Little Galleries) néven művészeti galériáját, amely az avantgárd művészetek otthona volt. A galériában 1908-ban Matisse, majd 1911-ben Picasso műveiből szervezett kiállítást.
1907-ben a II. Vilmos óceánjárón készítette leghíresebb felvételét, A fedélközt. Stieglitz fényképészetében mindig kiemelt szerepet játszott a személyes, nem nyilvános jelképek pillanatok alatt zajló vizuális felismerése. Második feleségéről, Georgia O’Keeffe-ről készített számos fényképről leolvasható, hogy Picassóhoz hasonlóan ő is a mindennapi életet tartotta a művészet kiindulópontjának. 1915-ben 291 címmel rövid életű folyóiratot indított.